# Медведь Денингера
Медведь Денингера (лат. Ursus deningeri) описан из раннего плейстоцена Германии (Мосбах). Оригинальный материал — фрагменты черепов, нижнечелюстные ветви и зубы — в музее г. Висбаден (ФРГ). Обитал в нижнем — среднем плейстоцене в Европе.
Древнейшие окаменелые останки найдены в Монголии; они датируются ранним плейстоценом, 1,8 млн лет назад. Позже вид распространился на запад в Европу. Окаменелости с позднего плейстоцена (800—100 тыс. лет) найдены на территории Ирана, Турции, Чехии, Италии, Испании, Англии, Франции и на Балканах.